# Érase una reforma
«Érase una reforma» es el segundo episodio de la primera temporada de la serie española Aquí no hay quien viva.Se estrenó con 2.504.000 espectadores y un 17'8% de cuota de pantalla. Es el capítulo menos visto de la serie.

## Argumento
Al inicio del episodio, Alicia le dice a Belén que le gusta Fernando, y Belén le dice que este es gay, algo que Alicia no cree. Roberto coincide con Natalia en el vídeo club, donde ella se le insinúa. 
Al día siguiente, muy temprano, llegan los obreros que Lucía ha contratado para reformar su piso recién comprado. Roberto ignoraba la reforma que Lucía planeaba y el hecho de encontrar a los obreros lo toma de sorpresa. Paloma y Juan, al escuchar los ruidos de la obra se alteran, y Juan sube a reclamar y solicitar el permiso de obra del ayuntamiento, pero solo se encuentra con Roberto quien no sabe nada; además, Juan saca a todos los obreros del piso para que no sigan las obras. 
Vicenta y Marisa, regresando de un excursión se dan cuenta de que han entrado a robar a su piso, y por tanto deciden instalar una alarma en su piso. Alicia sigue con su plan de conquistar a Fernando, pero este no le hace caso. Cuando Lucía regresa y se da cuenta de lo ocurrido en su casa baja a discutir con Juan, este habla de los permisos necesarios y Lucía se los mostró, dejando a Juan sin argumentos. Los vecinos se muestran muy disgustados por las molestias causadas por los obreros. Paloma y Juan siguen conspirando para parar las obras de Lucía y Roberto. La alarma instalada en le 1°A, genera malestar general entre los vecinos, ya que durante la noche salta en repetidas ocasiones. Discusión de Juan con Lucía, donde ella amenaza con denunciar a los vecinos y a la comunidad por una serie de irregularidades.  Mauri y Fernando discuten por el acoso de Alicia hacia Fernando. 
Se convoca una junta urgente, para tratar el tema de las amenazas de denuncia de Lucía. Al mismo tiempo Fernando ha invitado a Alicia y Belén a tomar algo, Mauri inseguro de Fernando, abandona la junta para ver como marcha todo en casa. En la junta, al votar para parar las obras, sólo Juan vota a favor de pararlas. Los vecinos se vienen en contra de Juan, con amenaza de destituirlo por Lucía. en consecuencia dejan a Lucía y Roberto terminar su reforma. Fernando habla con Alicia sobre la situación, sin llegar a decirle que es gay.